# Anisopodus dispar
Anisopodus dispar là một loài bọ cánh cứng trong họ Cerambycidae.